# Аддай-Робинсон, Синтия
Синтия Аддай-Робинсон (англ. Cynthia Addai-Robinson; род. 1985) — американская телевизионная актриса.

## Биография
Аддай-Робинсон родилась в Лондоне, но в четырёхлетнем возрасте вместе с родителями переехала в США, где впоследствии проживала в Вашингтоне (федеральный округ Колумбия). Она окончила Нью-Йоркский университет и с середины 2000-х начала свою карьеру с гостевых ролей в сериалах «Закон и порядок: Преступное намерение» и «C.S.I.: Место преступления Майами».
Аддай-Робинсон получила известность заменив Лесли-Энн Брандт в роли Невии во втором сезоне сериала Starz «Спартак: Кровь и песок» в 2012 году. После его завершения она была гостем в «Дневники вампира», «C.S.I.: Место преступления» и «Даллас». В 2013 году, Аддай-Робинсон начала играть второстепенную роль злодейки Аманды Уоллер в сериале The CW «Стрела». В 2014 году она получила главную роль в мини-сериале History «Восхождение Техаса».

## Фильмография
| Год       | Название на русском                   | Название на английском          | Роль                     | Примечания                      |
| --------- | ------------------------------------- | ------------------------------- | ------------------------ | ------------------------------- |
| 2002      | Воспитание Макса Бикфорда             | The Education of Max Bickford   | Сьюзан                   | Эпизод: «Murder of the First»   |
| 2005      | Закон и порядок: Суд присяжных        | Law & Order: Trial by Jury      | Лилиан                   | Эпизод: «41 Shots»              |
| 2005      | Закон и порядок: Преступное намерение | Law & Order: Criminal Intent    | Жанетт                   | Эпизод: «Saving Face»           |
| 2006      | Справедливость                        | Justice                         | Дебра Мортин             | Эпизод: «Prior Convictions»     |
| 2007      | C.S.I.: Место преступления Майами     | CSI: Miami                      | Кортни                   | Эпизод: «Internal Affairs»      |
| 2007      | Грязь                                 | Dirt                            | Мишель                   | 2 эпизода                       |
| 2007      | Красавцы                              | Entourage                       | Ассистент Аманды         | Эпизод: «Less Than 30»          |
| 2007      | Жизнь как приговор                    | Life                            | Стефани                  | Эпизод: «Tear Asunder»          |
| 2009      | Миссисипи Проклятых                   | Mississippi Damned              | Милена                   |                                 |
| 2009      | 4исла                                 | Numb3rs                         | Триша Морено             | Эпизод: «Guilt Trip»            |
| 2009      | C.S.I.: Место преступления Нью-Йорк   | CSI: NY                         | Доктор Карита Невилл     | Эпизод: «Greater Good»          |
| 2009-2010 | Вспомни, что будет                    | FlashForward                    | Дебби                    | Второстепенная роль, 6 эпизодов |
| 2011      | Коломбиана                            | Colombiana                      | Алисия                   |                                 |
| 2012      | Морская полиция: Лос-Анджелес         | 'NCIS: Los Angeles              | Стюардесса               | Эпизод: «Touch of Death»        |
| 2012-2013 | Спартак: Месть                        | Spartacus: Blood and Sand       | Нэвия                    | Регулярная роль, 18 эпизодов    |
| 2013      | Стартрек: Возмездие                   | Star Trek Into Darkness         | Женщина из Сан-Франциско |                                 |
| 2013      | Дневники вампира                      | The Vampire Diaries             | Аджа                     | 2 эпизода                       |
| 2013      | Кинг и Максвелл                       | King & Maxwell                  | Меган                    | Эпизод: «Pilot»                 |
| 2013      | Джоди Ариас: Грязный Маленький Секрет | Jodi Arias: Dirty Little Secret | Лесли                    | Телефильм канала Lifetime       |
| 2013      | C.S.I.: Место преступления            | CSI: Crime Scene Investigation  | Мишель                   | Эпизод: «Last Supper»           |
| 2014      | Даллас                                | Dallas                          | Частный детектив         | Эпизод: «Like Father, Like Son» |
| 2013—2016 | Стрела                                | Arrow                           | Аманда Уоллер            | 17 эпизодов                     |
| 2015      | Восхождение Техаса                    | Texas Rising                    | Эмили Уэст               | Мини-сериал                     |
| 2016      | Расплата                              | The Accountant                  | Мэрибет Медина           |                                 |
| 2016-2018 | Стрелок                               | Shooter                         | Надин Мемфис             |                                 |
| 2016-2019 | Медики Чикаго                         | Chicago Med                     | Вики Гласс               | 10 эпизодов                     |
| 2019      | Власть в ночном городе                | Power                           | Рамона Гаррити           | 10 эпизодов                     |
| 2020      | Стамптаун                             | Stumptown                       |                          | Эпизод: «The Dex Factor»        |
| 2021      | Властелин колец                       | The Lord of the Rings           | Тар - Мириэль            |                                 |
| 2025      | Расплата 2                            | The Accountant 2                | Мэрибет Медина           |                                 |